# Attanasio cavallo vanesio
Attanasio cavallo vanesio è una commedia musicale in due tempi, scritta e diretta dal duo Garinei e Giovannini, che debuttò al Teatro Sistina di Roma il 15 dicembre 1952, avendo per interpreti principali Renato Rascel e Lauretta Masiero, e che viene comunemente considerata la prima vera commedia musicale italiana. L'anno successivo ne venne tratto un film musicale dal titolo omonimo. La commedia fu ispirata da una vicenda che tenne banco sui giornali dell'epoca e che vide protagonista il colonnello Alberto Gulinelli, ufficiale di cavalleria bolognese, nome molto noto nell'ambiente dell'equitazione italiana e la sua cavalla Oretta da Paglierini. Vicenda che vedeva la cavalla al centro dell'attenzione mediatica perché aveva reazioni e sentimenti umani al punto da avere il permesso di girare per il centro di Bologna con il suo padrone senza redini. Nella commedia Attanasio cavallo vanesio il cavallo infatti era proprio Oretta. 